# حلبة القدية
حلبة القدية هي حلبة سباق السيارات في القدية في المملكة العربية السعودية، تم تصميم الحلبة من قبل سائق السباق الكسندر فورتز، حيث صممت لتتناسب مع مواصفات معايير FIA Grade 1 القادرة على استضافة جميع سباقات السيارات حتى معيار فورمولا 1. 
أفتتحت الحلبة بحضور سائقي سباقات ديفيد كولتارد ودامون هيل ورومان جروجان ونيكو هولكينبيرغ ومتسابق الدراجات النارية لوريس كابيروسي في يناير كانون الثاني عام 2020،  وقال فورز إن «التصميم يوفر تغييرات مذهلة في الارتفاع، مع الاستفادة من المناظر الطبيعية المذهلة، وهي مصنوعة لتحدي السائقين والمهندسين على حد سواء، ومن خلال عمليات المحاكاة التي أجريناها، يمكنني أن أؤكد لكم أنها مثيرة للغاية كتجربة على الطرق الوعرة وخارجها». 